# Orthonairovirus
Orthonairovirus (früher Nairovirus) ist eine Gattung von Viren in der Familie der Nairoviren (Nairoviridae) aus der Ordnung der Bunyaviren (Bunyavirales), die Vertreter mit einem Genom aus segmentierter, zirkulärer RNA negativer Polarität umfasst. Der Name rührt von der Nairobi-Schafkrankheit her, die den Magen-Darm-Trakt von Schafen und Ziegen betrifft. Die überwiegende Mehrheit, wenn nicht alle Viren dieser Gattung werden durch Zecken übertragene, die Wirbeltiere und insbesondere auch den Menschen befallen.

## Aufbau
Die Virionen (Viruspartikel) der Viren dieser Gattung sind sphärisch (kugelförmig). Sie haben einen Durchmesser von etwa 80–120 nm, wobei 50 % ihres Gewichts den Proteinen und 20–30 % ihres Gewichts den Lipiden zugeordnet werden. Das Ribonukleokapsid ist filamentös und hat eine Länge von etwa 200–300 nm und eine Breite von etwa 2–2,5 nm.
Diese Nukleokapside sind von einer einzigen Hülle mit aus ihrer Oberfläche herausragenden Vorsprüngen aus Glykoproteinen. Diese Vorsprünge bedecken gleichmäßig die Oberfläche des Virions und sind etwa 5–10 nm lang.

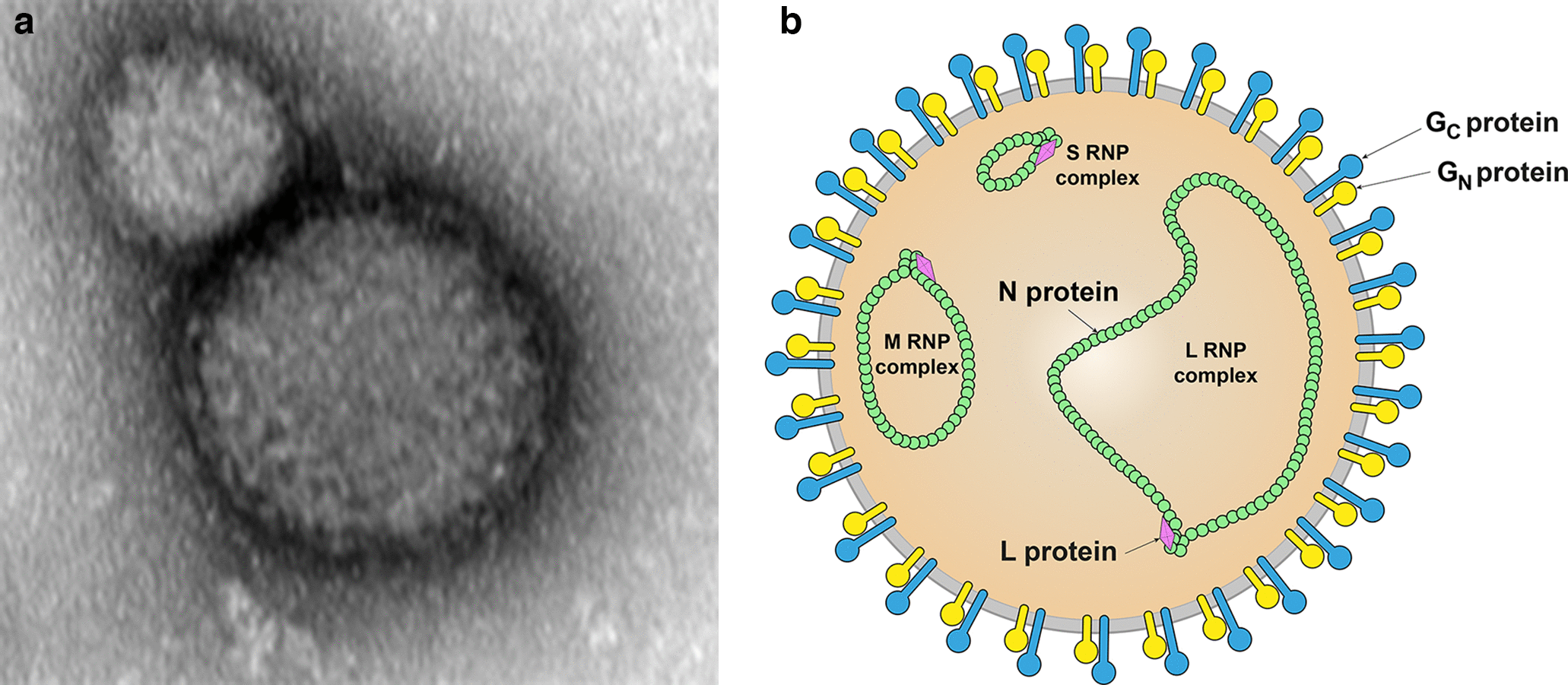
(a) TEM-Aufnahme von Virionen des Krim-Kongo-Hämorrhagisches-Fieber-Virus (b) Aufbau der Orthonairoviridae-Virionen: Darstellung eines Virions im Querschnitt. Die helikalen Nukleokapside sind kreisförmig und bestehen aus je einem der ssRNA-Segmente (L, groß; M, mittel; S, klein), die vom N-Protein eingekapselt und mit dem L-Protein verbunden sind.

## Genom

Genom der Gattung Orthonairovirus

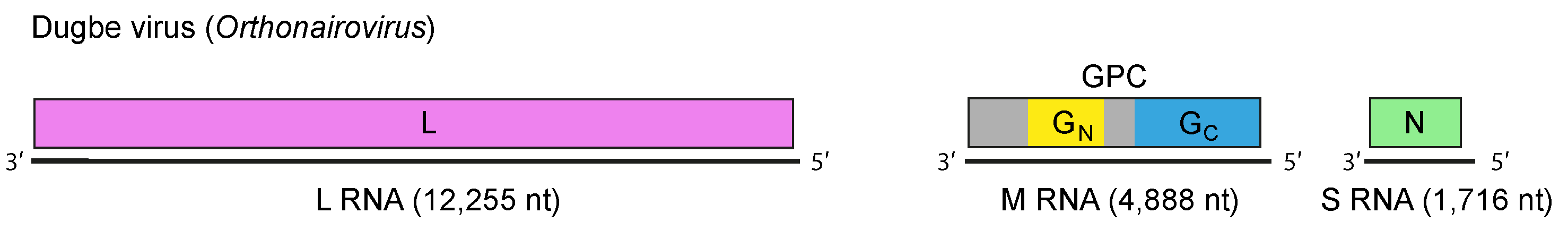
Genom des Dugbe-Virus (DUGV), Spezies Orthonairovirus dugbeense

Das Genom der Viren in der Gattung Orthonairovirus besteht aus einzelsträngiger RNA mit negativer Polarität. Das vollständige Genom ist etwa 17.100–22.800 nt lang und ist in drei Segmente unterteilt: groß (L), mittel (M) und klein (S).
Das große Segment ist etwa 11.000–14400 nt lang und kodiert für die virale Polymerase.
Das mittlere Segment ist etwa 4.400–6.300 nt lang und kodiert für die Glycoproteine Gn und Gc.
Das kleine Segment ist etwa 1.700–2.100 nt lang und kodiert für das Nukleocapsid-Protein.
Das Genom hat terminal redundante Sequenzen, wobei die Sequenzen an beiden Enden wiederholt werden.  Die Sequenzen sind am 5'-Ende: UCUCAAAGA und am 3'-Ende: AGAGUAUCU.

## Vermehrung
Orthonairoviren heften sich mit ihrem Gn-Gc-Glykoprotein-Dimer an den Wirtsrezeptor. Das Virus wird dann über Vesikel in die Wirtszelle aufgenommen (Endocytose). Die Ribonukleokapsidsegmente werden in das Zytoplasma (Zellflüssigkeit) freigesetzt, wobei die Transkription beginnt. Transkription und Replikation erfolgen innerhalb der Zelle, und die neu synthetisierten Virionen werden durch Knospung freigesetzt.

## Übertragung
Mitglieder dieser Virusgattung infizieren viele verschiedene Wirbeltiere (Vertebrata) und werden durch Zecken übertragen. Sie sind überall auf der Welt zu finden, wo sich Gliederfüßer (Arthropoden) als Überträger (Vektoren) und Wirbeltiere (als Wirte) gemeinsam einfinden.

## Infektion beim Menschen
Bisher wurden nur folgende Viren dieser Gattung als humanpathogene Erreger erkannt:
- Krim-Kongo-Hämorrhagisches-Fieber-Virus (CCHFV, auch CCFV; Spezies Orthonairovirus haemorrhagiae)
- Dugbe-Virus (DUGV; Spezies Orthonairovirus dugbeense)
- Nairobi-Schafkrankheit-Virus (NSDV; Spezies Orthonairovirus nairobiense)
- Kasokero-Virus (KASV, auch KASOV; Spezies Orthonairovirus kasokeroense)

- Das Erve-Virus (ERVEV; Spezies Orthonairovirus erveense) könnte auch für den Menschen pathogen sein.[7]
- Das Yezo-Virus (YEZV; Orthonairovirus yezoense) wurde 2021 bei zwei Patienten auf Hokkaido, Japan, gefunden.[8]
- Das Wetland-Virus (WELV): In der Inneren Mongolei im Norden Chinas wurde im Juni 2019 erstmals ein neues humanpathogenes Orthonairovirus bei einem 61-jährigen Patienten mit anfangs grippalem Syndrom und späterem Multiorganversagen entdeckt, das im Weiteren auch in anderen Provinzen Nordostchinas (Heilongjiang, Jilin, Liaoning) nachgewiesen wurde. Es ist verwandt mit dem CCHFV und zählt zur Genogruppe der Hazara-Orthonairoviren und weist die größte Ähnlichkeit mit dem Tofla-Virus (FTLV, Spezies Orthonairovirus japonicum) auf. Da der erste Patient das Virus von einer Reise in ein Feuchtgebiet in Yakeshi mitbrachte, wurde als Name Wetland-Virus (en. Wetlanf virus, WELV) vorgeschlagen. Überträger sind v. a. Ixodes-Zecken, insbesondere Haemaphysalis concinna. Der Virus zeigt im Tierversuch neuropathologische Manifestationen auch bei immunkompetenten Mäusen. WELV-RNA wurde außer in fünf Zeckenarten (als möglichen Vektoren) auch in Schafen, Pferden, Schweinen und Transbaikal-Blindmullen gefunden.[9] Das Virus ist nicht zu verwechseln mit dem Wetland metagenome associated alphacytorhabdovirus 1, einem vorgeschlagenen Virus aus der Familie Rhabdoviridae.[10]

## Systematik
Die Gattung wird herkömmlich in mindestens neun Serogruppen klassifiziert. Die Hughes- und Sachalin-Serogruppen scheinen Schwestergruppen zu sein. Eine phylogenetische Analyse hat gezeigt, dass diese Viren in zwei monophyletische Hauptgruppen fallen, die nach ihren Zecken-Vektoren (Überträgern) in die harten (Ixodidae) und weichen (Argasidae) benannt werden. Fossile und phylogenetische Daten datieren die Aufspaltung in diese beiden Gruppen zwischen 92 und 120 Millionen Jahre zurück. Dies legt nahe, dass die Orthonairoviren seit über 100 Millionen Jahren mit diesen Zecken als Überträger in Verbindung stehen (Koevolution). Darüber hinaus bilden Nairoviren, die durch Zecken der Gattungen Argas, Carios und Ornithodorus übertragen werden, drei separate monophyletische Abstammungslinien, was ebenfalls den Vorschlag einer Koevolution stützt.
Als Typusspezies hat das Dugbe orthonairovirus inzwischen das Nairobi sheep disease orthonairovirus abgelöst. Die folgende Systematik der Spezies der Gattung Orthonairovirus entspricht der des International Committee on Taxonomy of Viruses (ICTV) mit Stand November 2018; Abkürzungen nach ViralZone haben einen Stand von 2016; die Spezies sind zusätzlich nach Sreogruppen klassifiziert. Die Virusnamen (Subspezies etc.) folgen dem 9. Report des ICTV und dem Update von 2018:
- Gattung Orthonairovirus[17][18]
  - Serogruppen mit Ixodidae-Vektoren (englisch hard bodied tick serogroups)
    - Krim-Kongo-Hämorrhagisches-Fieber-Serogruppe (en. Crimean-Congo hemorrhagic fever serogroup):
      - Spezies Orthonairovirus haemorrhagiae mit
        - Krim-Kongo-Hämorrhagisches-Fieber-Virus (auch Krim-Kongo-Fieber-Virus, englisch Crimean-Congo hemorrhagic fever orthonairovirus, CCHFV, auch CCFV)
          - CCHFV-AP92
          - CCFHV-IbAr10200
          - CCHFV-C68031[19]

      - Spezies Orthonairovirus hazaraense mit
        - Hazara-Virus (en. Hazara virus, HAZV)

      - Spezies Orthonairovirus japonicum mit
        - Tofla-Virus (en. Tofla virus, TFLV)

    - Nairobi-Schafkrankheit-Serogruppe (englisch Nairobi sheep disease serogroup):
      - Spezies Orthonairovirus dugbeense mit
        - Dugbe-Virus (en. Dugbe virus, DUGV)

      - Spezies Orthonairovirus amblyommae mit
        - Kupe-Virus (en. Kupe virus, KUPEV)

      - Spezies Orthonairovirus nairobiense mit
        - Nairobi-Schafkrankheit-Virus (en. Nairobi sheep disease virus, NSDV, inklusive Ganjam-Virus) – NSD (englisch Nairobi sheep disease) kommt in Ost- und Zentralafrika vor und ist eine akute hämorrhagische Gastroenteritis bei Schafen und Ziegen.

    - Sachalin-Serogruppe (en. Sakhalin serogroup):
      - Spezies Orthonairovirus sakhalinense mit
        - Sachalin-Virus  (en. Sakhalin virus, SAKV)

      - Spezies Orthonairovirus avalonense mit
        - Avalon-Virus (auch Paramushir-Virus, en. Avalon virus, AVAV, alias Paramushir virus)
        - Tillamook-Virus (en. Tillamook virus, TILLV)

    - Tamdy-Serogruppe (en. Tamdy serogroup):
      - Spezies Orthonairovirus tomdiense
        - Tamdy-Virus (en. Tamdy virus, TAMV)

      - Spezies Orthonairovirus buranaense
        - Burana-Virus (en. Burana virus, BURV)

      - Spezies Orthonairovirus huangpiense
        - Huángpí-Zeckenvirus 1 (en. Huángpí tick virus 1, HpTV-1)

      - Spezies Orthonairovirus tachengense
        - Tǎchéng-Zeckenvirus 1 (en. Tǎchéng tick virus 1, TcTV-1)

      - Spezies Orthonairovirus wenzhouense mit
        - Wēnzhōu-Zeckenvirus (en. Wēnzhōu tick virus, WzTV)

  - Serogruppen mit Argasidae-Vektoren (englisch soft bodied tick serogroups)
    - Hughes-Serogruppe (en. Hughes serogroup):
      - Spezies Orthonairovirus bushkeyense (früher Hughes orthonairovirus) mit
        - Hughes-Virus (en. Hughes virus, HUGV)
        - Farallon-Virus (en. Farallon virus, FARV)
        - Raza-Virus (en. Raza virus, RAZAV)
        - Great Saltee virus (GRSV, inkl. Puffin-Island-Virus, en. Puffin Island virus, PIV)

      - Spezies Orthonairovirus peruense mit
        - Punta-Salinas-Virus (en. Punta Salinas virus, PSV)

      - Spezies Orthonairovirus soldadoense mit
        - Soldado-Virus (en. Soldado virus, SOLV)

      - Spezies Orthonairovirus zirkuense mit
        - Zirqa-Virus (en. Zirqa virus, ZIRV)

    - Dera-Ghazi-Khan-Serogruppe (en. Dera Ghazi Khan serogroup):
      - Spezies Orthonairovirus khani mit
        - Dera-Ghazi-Khan-Virus (en. Dera Ghazi Khan virus, DGKV)

      - Spezies Orthonairovirus abuhammadense mit
        - Abu-Hammad-Virus (en. Abu Hammad virus, AHV, inklusive Tunis-Virus, TUNV)

      - Spezies Orthonairovirus abuminaense mit
        - Abu-Mina-Virus (en. Abu Mina virus, ABMV)

    - Qalyub-Serogruppe (en. Qalyub serogroup):
      - Spezies Orthonairovirus chimense (früher Chim orthonairovirus) mit
        - Chim-Virus (en. Chim virus, CHIMV)

      - Spezies Orthonairovirus qalyubense (en. Qalyub orthonairovirus)
        - Qalyub-Virus (en. Qalyub virus, QYBV, inklusive Omo-Virus, OMOV und Bakel-Virus, BAKV)
        - Geran-Virus (en. Geran virus, GERV)[20]

      - Spezies Orthonairovirus bandiaense mit
        - Bandia-Virus (en. Bandia virus, BDAV)

  - ohne bekannte Zuordnung zu einer Gruppe von Vektoren
    - Kasokero-Serogruppe (en. Kasokero serogroup):
      - Spezies Orthonairovirus kasokeroense mit
        - Kasokero-Virus (en. Kasokero virus, KASV oder KASOV)

      - Spezies Orthonairovirus lusakaense mit
        - Leopards-Hill-Virus (en. Leopards Hill virus, LPHV)

      - Spezies Orthonairovirus yogueense
        - Yogue-Virus (en. Yogue virus, YOGV)

    - Thiafora-Serogruppe (en. Thiafora serogroup):
      - Spezies Orthonairovirus thiaforaense
        - Thiafora-Virus (en. Thiafora Virus, TFAV)

      - Spezies Orthonairovirus erveense
        - Erve-Virus (en. Erve virus, ERVEV)[7]

    - ohne zugewiesene Serogruppe:
      - Spezies Orthonairovirus artashatense mit
        - Artashat-Virus (en. Artashat virus, ARTSV)

      - Spezies Orthonairovirus keterehense mit
        - Keterah-Virus (en. Keterah virus, KTRV oder KETV, inklusive Soft tick bunyavirus, STBV)
        - Uzun-Agach-Virus (en. Uzun-Agach virus, UZAV)

      - Spezies Orthonairovirus gossasense mit
        - Gossas-Virus (en. Gossas virus, GOSV)

      - Spezies Orthonairovirus issykkulense mit
        - Issyk-kul-Virus (en. Issyk-kul virus, ISKV)

      - Spezies Orthonairovirus yezoense mit
        - Yezo-virus (en Yezo virus, YEZV)[21][8]

Das früher hier aufgeführte Khasan-Virus (auch Khazan-Virus, KHAV) wird heute als nicht näher klassifizierte Spezies der Peribunyaviridae geführt (NCBI-Taxonomie) oder der Spezies Uukuvirus uukuniemiense (früher Uukuniemi-Phlebovirus, Uukuniemi-Serokomplex) der Familie Phenuiviridae) zugeordnet.